# Зельенка, Илья
Илья́ Зе́льенка (словац. Ilja Zeljenka; 21 декабря 1932, Братислава — 13 июля 2007, там же) — словацкий композитор.

## Биография
Илья Зельенка родился в Братиславе в 1932 году. Учился у Яна Циммера и Яна Циккера с 1951 по 1956 год. В творчестве следовал традициям Бела Бартока, Игоря Стравинского, Антона Веберна, использовал новейшие приёмы письма, а также элементы национального фольклора. Писал музыку ко многим фильмам (в частности, используя электронику). С 1985 преподавал в Высшей школе музыкального искусства в Братиславе.

## Сочинения
- балет «Герой» (1980, Прага)
- кантаты  «Освенцим», «Метаморфозы XV» (на латинский текст Овидия) (1960—1980)
- симфонии (1953—1980)
- увертюры концертов с оркестровками — для фортепиано (1966) и скрипки (1974)
- струнные квартеты (1963—1979)
- оперы, камерно-инструментальные и вокально-инструментальные произведения